# LeRoy Homer
LeRoy Wilton Homer Jr. (27 tháng 8 năm 1965 - 11 tháng 9 năm 2001) là một phi công trưởng của chuyến bay số 93 của United Airlines, đã rơi xuống khu hầm mỏ gần Stonycreek và Shanksville trong sự kiện 11 tháng 9 năm 2001.

## Tiểu sử
Ông lớn lên tại Long Island, tiểu bang New York với giấc mộng được bay bổng. Từ khi còn bé, ông đã lắp ráp những mô hình máy bay, và sưu tầm những sự kiện đáng ghi nhớ của ngành hàng không. Ông bắt đầu học điều khiển loại máy bay Cessna 152 từ năm 15 tuổi. Ông đã làm việc bán thời gian sau giờ học để trả học phí lái máy bay. Ông hoàn tất chuyến bay một mình đầu tiên năm 16 tuổi và lấy được Chứng chỉ Phi công Tư nhân năm 1983.
Ngày 6 tháng 7 năm 1983, ông gia nhập Học viện Không quân Hoa Kỳ và là thành viên của Đội Phi cơ Học viên Sĩ quan 31. Ông tốt nghiệp vào ngày 27 tháng 5 năm 1987 với cấp bằng Thiếu úy Không quân Hoa Kỳ.
Sau khi hoàn tất khóa huấn luyện phi công của lực lượng Không quân Hoa Kỳ năm 1988, ông được bổ nhiệm đến Căn cứ Không quân McGuire tại New Jersey để điều khiển loại máy bay quân sự Lockheed C-141B Starlifter. Trong lúc tại ngũ, ông đã tham gia Chiến dịch Bão táp Sa mạc (Chiến tranh vùng Vịnh) và sau đó là Chiến dịch tại Somalia. Ông đã nhận được rất nhiều tuyên dương, phần thưởng và huy chương trong sự nghiệp quân ngũ. Năm 1993, ông được tặng danh hiệu "Huấn luyện viên Phi hành đoàn tiêu biểu trong năm" của Lực lượng Không quân thứ 21. Ông Homer được thăng cấp Đại úy trước khi xuất ngũ năm 1995.
Ông Homer tiếp tục con đường quân nghiệp như là một thành viên của Lực lượng Không quân Dự bị Hoa kỳ, bắt đầu là một phi công huấn luyện viên cho Đội Cầu Hàng không 356 tại Căn cứ Không quân Wright Patterson, Ohio, và kế đó là Sĩ quan Liên lạc Học viện, tuyển mộ những ứng viên tiềm năng cho Học viện Không quân Hoa Kỳ và Liên đoàn Huấn luyện Sĩ quan Không quân Dự bị. Trong thời gian phục vụ tại Lực lượng Dự bị, ông đã được thăng cấp Thiếu tá.
Ông LeRoy tiếp tục con đường không nghiệp của ông bằng cách gia nhập United Airlines vào tháng 5 năm 1995 với chức vụ đầu tiên là phi công phụ của loại máy bay Boeing 727. Sau đó, vào năm 1996, ông được đề cử làm phi công chính lái loại máy bay Boeing 757/767 và là nơi ông tiếp tục công tác cho đến ngày 11 tháng 9 năm 2001.
Ông đã thành hôn với Melodie vào ngày 24 tháng 5, năm 1998 và con gái đầu lòng tên Laurel ra đời cuối năm 2000.
Vào ngày 11 tháng 9 năm 2001, Homer đang bay với Thiếu tá Jason M. Dahl trên chuyến bay số 93 của United Airlines và đã bị bốn tên không tặc cướp máy bay trên đường bay từ Newark đến San Francisco. Máy bay đã bị rơi do những tên không tặc mặc dù phi hành đoàn và hành khách đã cố gắng giành lại quyền điều khiển.
Nhờ những hành động của ông trong chuyến bay số 93, Homer đã nhận được nhiều phần thưởng và tuyên dương, bao gồm được là thành viên danh dự của nhóm Phi công Tuskegee lịch sử, phần thưởng của Hội Bình đẳng Chủng tộc Martin Luther King Jr., giải thưởng về công lý của Hội nghị Lãnh đạo Tin lành phương Nam, và phần thưởng người tiên phong của quận Westchester. Ông vẫn sống mãi trong lòng vợ ông, bà Melodie; con gái ông là Laurel, mẹ ông, bảy chị em gái và em trai của ông, cùng nhiều thành viên khác trong gia đình ông.